# 楊繼經
杨继经，字传人，蕲水人，清朝政治人物、進士出身。
順治十二年，登進士，历任大理寺评事。有《菊庐诗集》。